# Frida Segerdahl-Nordström
Frida Götilda Segerdahl-Nordström, född 20 februari 1845 i Västra Tunhems socken, Älvsborgs län, död 10 december 1900 i Stockholm, var en svensk skridskoåkare. Hon har kallats den första kvinnliga skridskoåkaren i Stockholm. Hon var i vilket fall som helst den första kvinna som deltagit i en offentlig konståkning inför publik. 
Frida Segerdahl-Nordström var dotter till Gustaf Segerdahl, som från 1855 var direktör för Skogsinstitutet i Stockholm. Under denna tid brukade inte kvinnor åka skridskor, men Frida Segerdahl fick åka enskilt på ett område tillhörigt Skogsinstitutet och ska ha blivit skicklig i sporten. År 1858, då hon började åka med faderns kollega Lindboms dotter, uppges hon ha varit den enda kvinna i Stockholm som utövade sporten. Vintern 1865-66 kom konståkaren Jackson Haynes till Stockholm och väckt stort uppseende med sina konståkningsuppvisningar. Detta var beskrivs som något av ett genombrott för sporten i Stockholm, och Haynes fick många elever av båda könen. Vid ungefär samma tidpunkt började också Nancy Edberg att ge lektioner i skridskoåkning. Frida Segerdahl, som redan förut var en skicklig konståkare, deltog då som Jackson Haynes partner i konståkningsuppvisningar för publik, inför både hovet och allmänheten. Hon mottog en brosch av guld i form av en skridsko för sin skicklighet. Hon var då troligen den första av sitt kön i Sverige som deltog i en offentlig konståkning inför publik.
Hon var gift med direktör K J B Nordström.

## Fotnoter
1. 1 2  Rotemannen, CD-ROM, Sveriges Släktforskarförbund/Stockholms Stadsarkiv (2012).